# Zoltán Pisky
Zoltán Pisky (Boedapest, 11 november 1893 - vermoedelijk overleden te Jarocin in de buurt van Poznań op 21 januari 1945) was een Hongaars officier en WA-SS-Oberführer der SS tijdens de Tweede Wereldoorlog. Hij voerde het commando over de 26. Waffen-Grenadier-Division der SS (ungarische Nr. 2).

## Leven
Op 11 november 1893 werd Zoltán Pisky geboren in Boedapest. Na zijn schoolgang, meldde hij zich vrijwillig aan in het Tiroler Jäger-Regiment Nr 2. Deze eenheid was een onderdeel van het Oostenrijks-Hongaars leger (k.u.k.). In hetzelfde jaar studeerde hij af aan de school voor reserveofficieren. En werd geplaatst in het 2e bataljon van het Infanterie-Regiment Freiherr von Drathschmidt Nr.101. Bij zijn bataljon voltooide hij zijn eerste wapentraining. Op 22 oktober 1914 raakte tijdens gevechten bij Chyrów (nu Oekraïne) gewond. Na zijn genezing, werd Pisky op 1 mei 1915 bevorderd tot Leutnant (tweede luitenant). Op 29 april 1915 raakte Pisky opnieuw gewond. Genezen, werd hij op 10 oktober 1915 overgeplaatst naar het 1e bataljon van de kustverdedigingstroepen. Precies een jaar later volgende zijn bevordering tot Oberleutnant (eerste luitenant). Na zijn bevordering volgde zijn benoeming tot commandant van het 3e compagnie in het Infanterie-Regiment Freiherr von Drathschmidt Nr.101. Op 29 juli 1918 werd na een longbloeding in het ziekenhuis opgenomen. 
Na zijn genezing en herstel, werd Pisky te werk gesteld in het Hongaars ministerie van Oorlog. In de tijd dat hij voor het ministerie werkte, was hij ook instructeur aan de militaire academie in Boedapest. In 1922 werd Pisky benoemd tot ridder in de Vitézi Rend. Vanaf 25 april 1928 tot 1 januari 1930 werkte hij in de afdeling V1-2 van het Hongaars ministerie van Oorlog. Op 1 december 1933 werd Pisky overgeplaatst naar 6e Kerékpáros Zászlóalj (vrije vertaling: 6e Fietsbataljon). Kort hierna werd Pisky overgeplaatst naar het Hegyi Gyakorlo Zaszloalj (vrije vertaling: bergtrainingsbataljon). Daar diende hij tot 1 oktober 1939. Hierna voerde hij nog leiding over verschillende eenheden. 
Op 30 september 1944 stapte Pisky over naar de Waffen-SS. En werd als WA-SS-Oberführer der SS ingeschaald. Op 28 december 1994 volgde zijn benoeming als eerste commandant van de 26. Waffen-Grenadier-Division der SS (ungarische Nr. 2). Hij droeg het commando op 21 januari 1945 over aan de SS-Oberführer Berthold Maack. 

## Carrière
Pisky bekleedde verschillende rangen in zowel de Honvéd als Waffen-SS. De volgende tabel laat zien dat de bevorderingen niet synchroon liepen.
| Datum            | Oostenrijks-Hongaars leger | Honvéd                        | Waffen-SS               |
| ---------------- | -------------------------- | ----------------------------- | ----------------------- |
| 1912             | Vrijwilliger               | —                             | —                       |
| 1 mei 1915       | Leutnant                   | —                             | —                       |
| 1 oktober 1916   | Oberleutnant               | —                             | —                       |
|                  | —                          | Százados (Kapitein)           | —                       |
|                  | —                          | Õrnagy (Majoor)               | —                       |
| 1 november 1938  | —                          | Alezredes (Luitenant-kolonel) | —                       |
| 1 oktober 1942   | —                          | Ezredes (Kolonel)             | —                       |
| 30 november 1944 | —                          | —                             | WA-SS-Oberführer der SS |

- Opmerking rang: Zoltán Pisky was een voormalige officier van het Hongaarse leger. Hij was geen lid van de Allgemeine-SS, want die bestond niet in Hongarije. De Reichsführer Heinrich Himmler had hem een enigszins afwijkende militaire rang gegeven. Door de toevoeging van WA voor de rang. De buitenlandse vrijwilligers werden ook niet in de Dienstalterslisten der SS opgetekend, en kregen ook geen SS-nummer[6].

## Lidmaatschapsnummers
- NSDAP-nr.: onbekend
- SS-nr.: geen lidmaatschapsnummer

## Onderscheidingen
Selectie:
- Vitézi Rend in 1922[1][3]
- Duitse Medaille van Verdienste in 1938[1]
- Groofofficier in de Orde van de Italiaanse Kroon in 1936[1]
- Officier in de Orde Polonia Restituta in 1936[1]
- Kruis voor Militaire Verdienste (Oostenrijk-Hongarije), 3e Klasse met Oorlogsdecoratie en Zwaarden[1]
- Gewondenmedaille met Twee verwondingen[1]
- Karel-Troepen-Kruis[1]

## Overlijden
De omstandigheden van Pisky's vermoedelijke sneuvelen zijn nog steeds niet opgeklaard. Er doen verschillende verklaringen de ronde:
- Pisky zou in Poznań gewond zijn geraakt en naar een militair hospitaal zijn gebracht. De oprukkende Russen zouden het militair hospitaal daarop in brand hebben gestoken. Daarbij zouden Pisky en duizenden andere gewonde soldaten om het leven zijn gekomen.[7][5][1]
- Hij sneuvelde tijdens de gevechten tegen het Rode Leger in Breslau op 20 of 21 januari 1945.[3]
- Hij zou tijdens een verkenning ten zuidoosten van de stad Poznań, in het gebied van Schroda, in het oostelijke deel van Pruisen met 20 bereden Kozakken zijn verdwenen.[8][5]